# Слана бара
Сла̀на ба̀ра е село в Северозападна България. То се намира в община Видин, област Видин.

## География
Селото се намира на 6 км югозападно от град Видин. Многоотраслово аграрно стопанство. Железопътна спирка на линията от Мездра за Видин. Историята на селото е многовековна. Тя е повече от четиристотин години. В селото има православен храм „Възнесение Господне“, който е построен през 1856 г. В църквата има икони на Дичо Зограф, подписани от май до септември 1867 година. В селото се намира и читалище, казващо се „Съгласие“. В него се намират над 1000 тома художествена и научна литература.

## История
През 1950 – 1951 година, по време на колективизацията, 2 семейства (8 души) от селото са принудително изселени от комунистическия режим.

## Население
Преброяване на населението през 2011 г.
Численост и дял на етническите групи според преброяването на населението през 2011 г.:
|                     | Численост | Дял (в %) |
| Общо                | 431       | 100,00    |
| Българи             | 422       | 97,91     |
| Турци               | 0         | 0,00      |
| Цигани              | 0         | 0,00      |
| Други               | 0         | 0,00      |
| Не се самоопределят | 0         | 0,00      |
| Неотговорили        | 8         | 1,85      |

## Религии
християнство, източноправославно вероизповедание.

## Обществени институции
кметство, пощенска служба, здравна служба, полудневна детска градина, православна църква, библиотека.

## Културни и природни забележителности
Писмена история на селото написана от д-р Бърни Бончев, икони, футболно игрище, наблизо до селото на път за град Видин се намира отводнително съоръжение, дига. Тя е построена заради голямото наводнение във Видин и околностите от 1942 г. Селото носи сегашното си име от 14.08.1934 г. На тази дата с указ на Негово Величество Цар Борис III селото е преименувано от с. Татарджик на с. Слана бара. Това име се запазва и
до днес. Първите заселници на селището се заселват откъм югоизточната страна на днешното село, което постепенно започва да расте на северозапад. Селото е било арена на бойни действиа по време на Сръбско-Българската война от 1885 г.
Най-отглежданите земеделски култури са: пшеница, царевица, слънчоглед. Отглежда се също и люцерна и овес. Развито е и винаро-лозарството. Отглеждат се масово и следните животни: кози, овце, крави, свине, коне, магарета. Застъпено е и зеленчукопроизводството, а също така и градинарството, овощарството.

## Редовни събития
събор на селото, провеждан ежегодно на Възнесение, Зарязване на лозята на 14 февруари, лазаруване.

## Личности
Върбан Качов Младенов – участник във Втората Световна Война, участвал в боевете на българската армия на унгарска територия като част от антихитлеристката коалиция.

## Други
От 2001 г. в селото вече може да се гледа кабелна телевизия. Наблизо до селото на път за железопътната спирка се намира асфалтова база. Ето и някои по-известни местности в землището на селото: Крушака, Бабачковото, Беговото и други.